# Hydrillodes nilgirialis
Hydrillodes nilgirialis är en fjärilsart som beskrevs av George Francis Hampson 1895. Hydrillodes nilgirialis ingår i släktet Hydrillodes och familjen nattflyn. Inga underarter finns listade i Catalogue of Life.